# Баранов, Владимир Петрович
Влади́мир Петро́вич Бара́нов (5 октября 1919 — 24 января 1980) — советский офицер, участник Великой Отечественной войны, командир роты противотанковых ружей 111-го стрелкового полка 55-й стрелковой дивизии 61-й армии Центрального фронта, лейтенант.
Герой Советского Союза (15.01.1944), старший лейтенант запаса с 1945 года.

## Биография
Родился 5 октября 1919 года в селе Стреховцы ныне Ярмолинецкого района Хмельницкой области Украины в крестьянской семье. Украинец. По окончании начальной школы, трудился в колхозе.
В Красной армии с 1940 года. Участник Великой Отечественной войны с июня 1941 года. В 1942 году стал офицером, окончив курсы младших лейтенантов. Воевал с фашистскими оккупантами на Центральном, 1-м и 2-м Украинских, 3-м Белорусском и других фронтах.
Командир роты ПТР 111-го стрелкового полка (55-я стрелковая дивизия, 61-я армия, Центральный фронт) комсомолец лейтенант Владимир Баранов особо отличился при форсировании реки Днепр южнее посёлка городского типа Лоева Лоевского района Гомельской области Белоруссии.
16 сентября 1943 года лейтенант Баранов с вверенной ему ротой бронебойщиков успешно форсировал реку Десна севернее посёлка городского типа Короп Черниговской области Украины.
Рота под командованием Баранова огнём обеспечивала переправу, а 21 сентября 1943 года с боем ворвалась в город Щорс Черниговской области, предотвратив взрыв депо, а затем с ходу форсировала реку Снов.
2 октября 1943 года рота бронебойщиков лейтенанта Баранова первой переправилась на остров у правого берега Днепра в районе посёлка городского типа Радуль Репкинского района Черниговской области Украины, и, выбив противника с его позиций, содействовала переправе подразделений 111-го стрелкового полка.
Указом Президиума Верховного Совета СССР «О присвоении звания Героя Советского Союза генералам, офицерскому, сержантскому и рядовому составу Красной Армии» от 15 января 1944 года за «образцовое выполнение боевых заданий командования по форсированию реки Днепр и проявленные при этом мужество и героизм» лейтенанту Баранову Владимиру Петровичу присвоено звание Героя Советского Союза с вручением ордена Ленина и медали «Золотая Звезда» (№ 4547).
С 1945 года старший лейтенант Баранов В. П. — в запасе. Член КПСС с 1954 года. Жил в родном селе, где до 1970 года работал в колхозе. Затем жил в селе Андреевка Ярмолинецкого района Хмельницкой области Украины. Скончался 24 января 1980 года.

## Награды
- Медаль «Золотая Звезда» Героя Советского Союза (№ 4547)
- Орден Ленина
- Орден Отечественной войны I степени
- Орден Красной Звезды
- Медали, в том числе:
  - Медаль «За победу над Германией в Великой Отечественной войне 1941—1945 гг.»
  - Юбилейная медаль «Двадцать лет Победы в Великой Отечественной войне 1941—1945 гг.»
  - Юбилейная медаль «Тридцать лет Победы в Великой Отечественной войне 1941—1945 гг.»